# Le Diable au corps (roman)

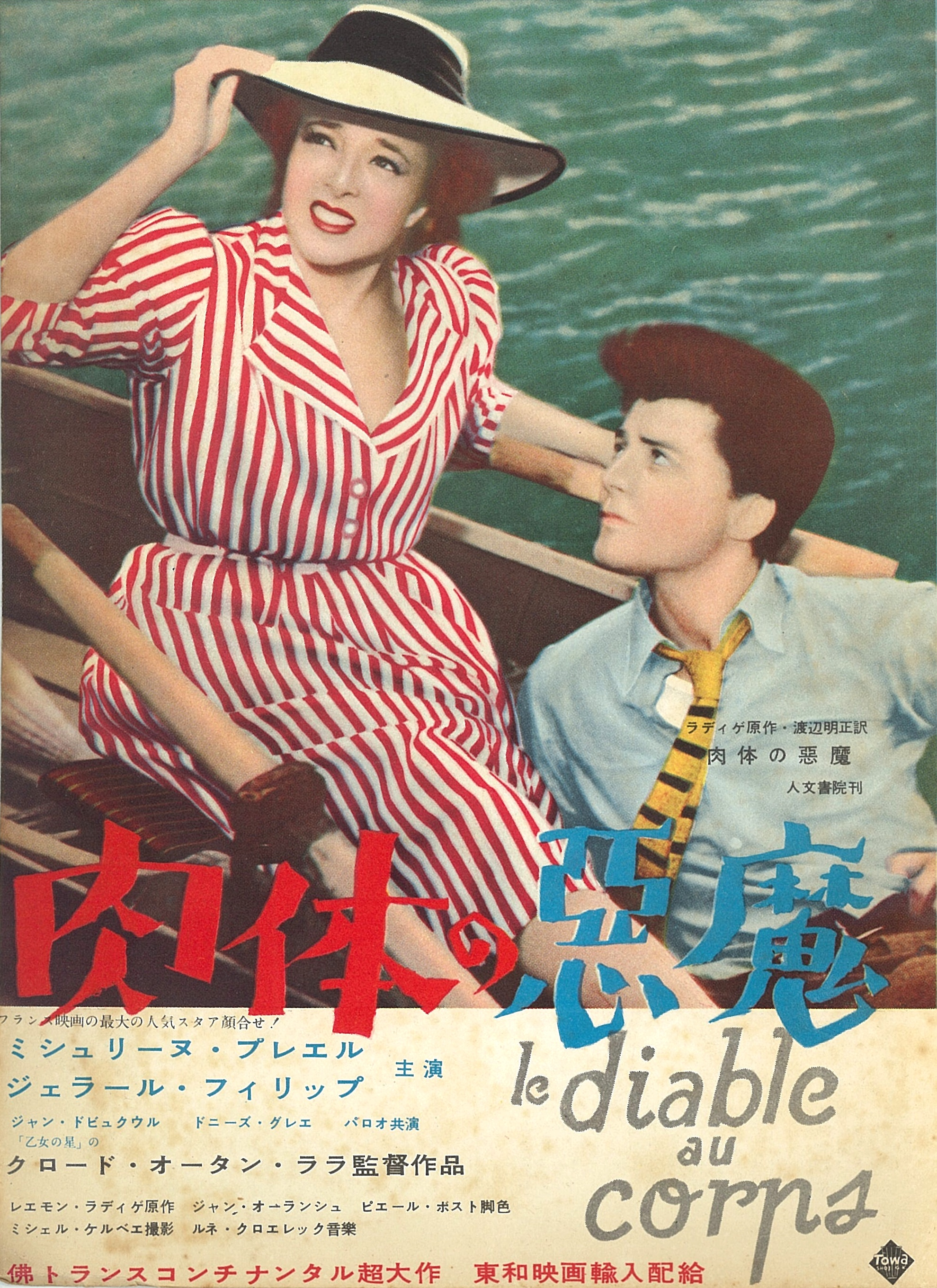
Japanse poster voor de film uit 1947

Le Diable au corps (Nederlands: Van de liefde bezeten) is een roman van de jonggestorven Franse schrijver Raymond Radiguet uit 1923, verschenen kort voor diens dood. De Nederlandse vertaling is van Jacoba van Velde en F.C. Kuipers.

## Inhoud en typering
Le Diable au corps is het verhaal van een liefdesaffaire tussen de vijftienjarige ik-persoon, François geheten, en Marthe, de achttienjarige vrouw van een soldaat die tijdens de Eerste Wereldoorlog aan het front vecht. De twee beleven een heftige liefde. Marthe probeert François ervan te overtuigen dat ze nooit meer zullen scheiden, maar François weet dat de situatie hoe dan ook onhoudbaar is. Uiteindelijk wordt zijn voorgevoel bewaarheid, niet door de terugkerende legers, maar door de tragische dood van Marthe, waarmee de roman eindigt.
Nog maar vijf jaar na de oorlog veroorzaakte de roman een met veel publiciteit omgeven schandaal, enerzijds vanwege de jonge leeftijd van de hoofdpersonen, maar vooral door het aanroeren van een duidelijk taboe-onderwerp. Hoewel Radiguet dat zelf na verschijning van de roman ontkende, bleek de beschreven geschiedenis achteraf deels autobiografisch, waarbij hij Marthe modelleerde naar zijn veel oudere minnares Beatrice Hastings.
Radiguet werd bij het schrijven van de roman deels beïnvloed door Charles Baudelaire. Zo worden François en Marthe bij elkaar gebracht door hun liefde voor Les Fleurs du mal. Radiguet werd voorts geïnspireerd door het Franse classicisme, vooral in de stijlkeuzes. Ondanks zijn omgang met avant-gardistische kunstenaars is Le Diable au corps elegant en bondig geschreven en geeft het in de vorm van korte stelregels psychologische inzichten in de werking van de noodlottige liefde. De roman kan gezien worden als een aanklacht tegen de kleinburgerlijke moraal die, in de woorden van Jean Cocteau, "een hele generatie jonge mannen en vrouwen onvoorbereid liet op de logica van zowel liefde als oorlog".

## Verfilmingen
Le Diable au corps werd meerdere malen verfilmd, onder meer in 1947 door Claude Autant-Lara en 1986 door Marco Bellocchio (met Maruschka Detmers in de rol van Marthe).